# Sveriges kristnande

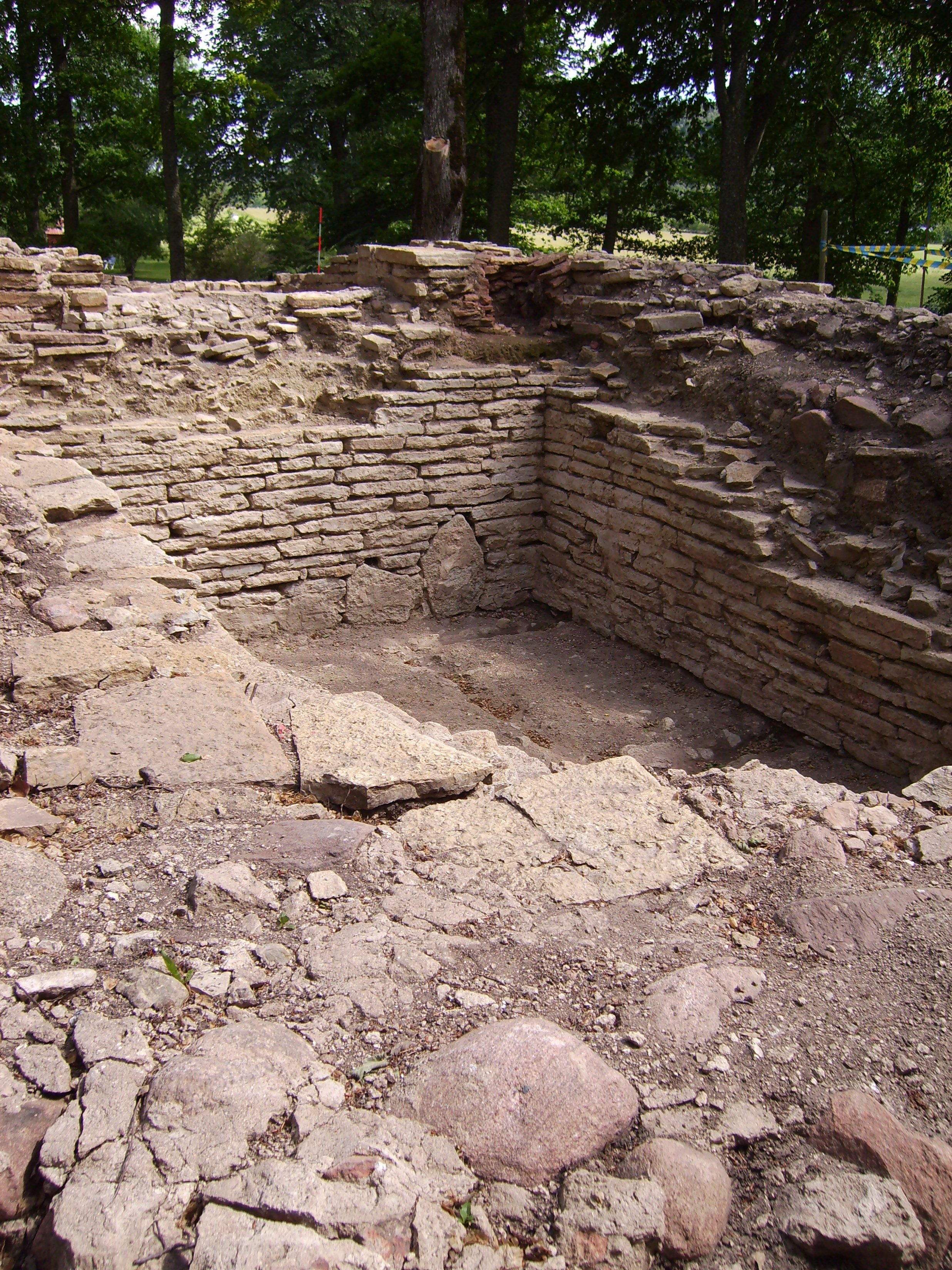
Rester av Sveriges (förutom Skånes) äldsta stenkyrka, i Varnhem från 1040-talet eller tidigare.

Sveriges kristnande var en flerhundraårig process genom vilken olika delar av dagens Sverige gick över till kristendomen. De tidigaste källorna till mission är berättelserna om Ansgar, men den församling han grundade i Birka 829 upphörde efter några decennier. Bestående kristnande skedde tidigare i Skåne (som var del i Danmark) och Götaland än i Svealand. Tidiga spår av kristet gravskick har återfunnits i Varnhem från början av 900-talet, där kristendomen blev beständig. I Svealand finns spår av tidiga kristna gravar dels i Birka på 800-talet, dels i Västmanland på 900-talet. Även i Norrland har spår återfunnits (i Ångermanland) från senast år 1000. 
Den förste svenske kung som skall ha döpts var Erik Segersäll, men han återgick till asatron och det var först hans son Olof Skötkonung (döpt i Västergötland 1008 enligt traditionen) som verkligen höll sig till den nya läran. Trots att många svear gick över till kristet gravskick fortsatte de härskande ätterna att parallellt utöva hedniska riter ännu en tid, om man skall sätta tilltro till de på 1200-talet nedskrivna berättelserna om kung Blot-Sven, som skall ha tagit makten i Uppsala på 1080-talet men dräptes. Det är oklart vid vilken tidpunkt som landet kan sägas vara fullt kristet. Folktro levde kvar parallellt med kristendomen, och samerna kristnades inte förrän sent i historien, främst genom 1800-talets Laestadianism, trots många tidigare försök till tvångskristnande. 
Kristendom infördes i Sverige utan erövring och våld utifrån, men genom mission och sannolikt genom kontakter med kristna under vikingarnas resor och införsel av slavar. Emellertid blev några missionärer martyrer vid mötet med nordborna. Efter kungens omvändelse genomdrevs kristnandet dessutom uppifrån som en av kungen initierad själv-europeisering av riket, genom flera parallella processer: dels genom att förkristna kultplatser, gravskick, traditioner och sedvänjor kläddes i kristen dräkt (så kallad kristianisering) eller förbjöds, dels genom att helt nya kristna tankesätt infördes och sedvänjor påbjöds av kungen, och dels genom att under 1100- och 1200-talet organisera samhället i socknar och stadsförsamlingar med var sin kyrka. Med kristendomen följde europeisk medeltida kultur, där krönta kungar, stenbyggnader och latinsk skrivkonst är tidiga tecken. Den förhistoriska järnåldern och vikingatiden anses därför ha sitt slut kring år 1050 i Norden. Senare exempel på samhällsbetydelse var frigivande av trälar, mer detaljerade lagar i riktning mot ett rättsamhälle och spridande av europeisk bildning via kloster.

## Birka och Ansgar

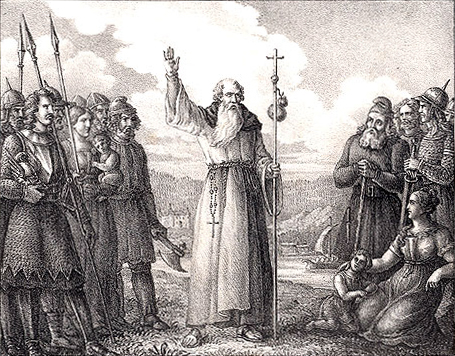
Ansgarius predikar Christna läran i Sverige, Etsning av Hugo Hamilton.

Enligt Rimberts berättelse Vita Anskarii ska sändebud från svearna ha framfört till den frankiske kejsaren Ludvig den fromme att det bland deras folk fanns de som önskade övergå till den kristna religionen och inbjudit honom att sända lämpliga predikanter. Enligt Adam av Bremen sändes 829 benediktinermunken Ansgar till nuvarande Sverige och mottogs väl av sveakungen Björn. Vid ankomsten begav sig Ansgar först till kungsgården vid Hovgården på Adelsö för att få kungens tillstånd att verka i Birka. Där grundade Ansgar sedan en kristen församling. Kung Björns rådgivare Herigar ingick i Ansgars första församling på Birka, och är den förste nämnde svensken som blev kristen. 
Till missionsbiskop för sveaväldet utsågs 832 en släkting till Ansgars uppdragsgivare Ebo vid namn Gautbert, som grundade en kyrka i Birka. De troendes antal skall ha ökat under Gautberts första tid, men kring år 845 tvingade det asatroende folket Gautbert med följe att fly ur riket, och prästen Nithard dödades. År 852 återkom Ansgar, och fann sin församling i upplösning, men återupprättade den och byggde ett kapell på mark som kung Olof skänkte.. Två kyrkklockor sändes till Birka av abboten i klostret Fulda i nuvarande tyska Fulda (som dog 856), men det är okänt om de kom till användning. Erimbert, Gautberts systerson, får ansvar för missionsverksamheten, som dock begränsas till Birka, och avstannar efter Ansgars död. 
Även om korssmycken i gravar visar att några var kristna till sin död fortsatte emellertid svearna att dyrka sina nordiska gudar, och Ansgars bidrag till Sveriges kristnande anses idag inte ha varit bestående. Unni, ärkebiskop av Bremen, anlände till Birka 935 eller 936, men fann inga spår av missionen.

## Regional utbredning

### Skåne
Dåvarande Danmark, inklusive Skåne, hade förklarats kristet år 960, och en stavkyrka byggdes i Lund omkring år 990.

### Östergötland
Linköping grundades som en kyrklig centralort i Östergötland med biskopssäte under 1000-talet. Först grundades Sankt Lars kyrka, och strax därefter Linköpings domkyrka.

### Västergötland
Den svenska befolkning hade fått kontakt med kristendomen på sina vikingatåg och handelsresor, och genom kristna slavar som förts till landet. En kristen begravningsplats som anlades på slutet av 800-talet har återfunnits i Varnhem, där en stenkyrka uppfördes senast år 1040. Inte långt från Varnhem grundades senare landets första biskopsdöme i Husaby, och flyttades strax till Skara. Den förste biskop som omnämns i samtida källor (Adam av Bremens Gesta Hammaburgensis ecclesiae pontificum) var biskop Thurgot av Skara som dog omkring år 1030.

### Norrland

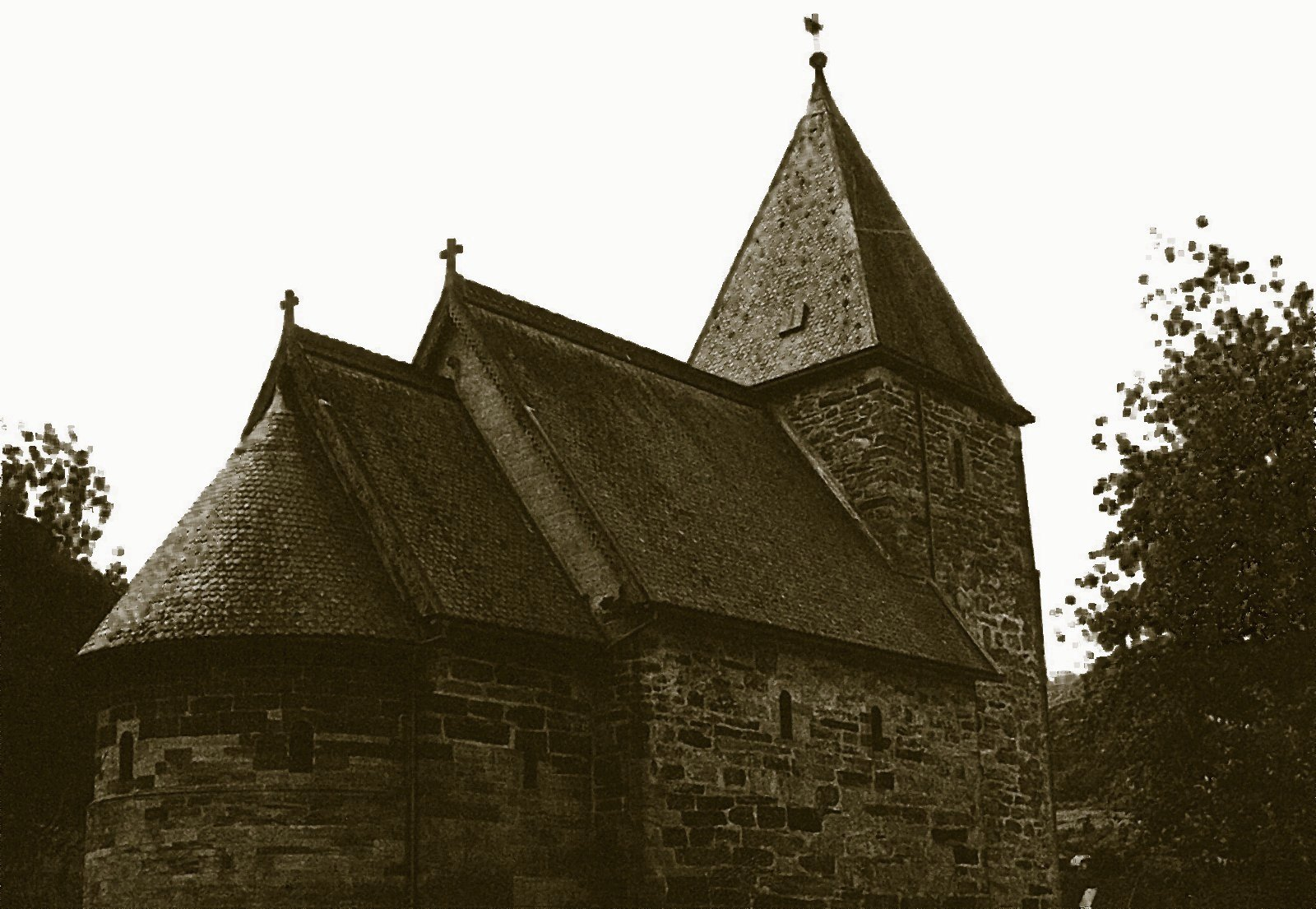
Västerhus kapell i Jämtland byggdes vid mitten av 1000-talet och var troligen Jämtlands äldsta kyrka, sannolikt som stavkyrka. På 1100-talet ersattes den med en kyrka i sten. Här visas Hove Kirke i Sogn og Fjordane fylke som var av liknande konstruktion.

Den så kallade Skelettåkern i Björned, Torsåker, i Ångermanland (dåvarande Hälsingland), var en begravningsplats där man övergick till kristet gravskick senast i början av 1000-talet. Den tillhörde sannolikt en gårdskyrka uppförd på privat initiativ, och övergavs på 1200-talet, förmodligen efter att en gemensam kyrka hade byggts i socknen.
Jämtland var länge självständigt och därefter del av Norge, och dess kristnande var enligt Frösöstenen slutfört när den restes vid 1050 av "Östman Gudfasts son".
Stenfinn (Staffan), "Hälsinglands apostel", var biskopsvigd missionär som omkring år 1060 utsändes från Hamburg-Bremen,, och enligt traditionen döpte många hälsingar, men efter 1072 jagades bort och led martyrdöden, begravdes i Norrala och kom att dyrkas som helgon. Visan Staffan var en stalledräng har av traditionen (felaktigt) associerats till Stenfinn.
Ett av de första stegen för att utbilda samiska präster togs när Nicolaus Andreæ, kyrkoherde i Piteå, inrättade en sameskola 1617. En handfull samer fick där en grundläggande utbildning. Herr Nils utgav också 1619 en mässbok och en ABC-bok på samiska, vilket blev de första tryckta böckerna på detta språk. Sedan herr Nils avlidit ersattes hans skola 1632 av Skytteanska skolan i Lycksele, som blev en viktig institution under lång tid. Härnösands superintendentia (senare Härnösands stift) bröts ut ur Uppsala stift år 1647, för att öka den svenska närvaron i de två nyerhållna landskapen Jämtland och Härjedalen, och fick ansvar för Norrland utom Gästrikland. Härnösands gymnasium grundades 1650, främst i syfte att utbilda präster till Norrland, med särskild tonvikt på kristnandet av samerna.

### Svealand
Bilden av kristnandet i Svealand är fortfarande oklar. Svearnas slutliga kristnande skedde efter att ett antal sveakungar konverterat, och genom att makten i Uppsala konverterade år 1087; se vidare under kristna kungar. Tidiga exempel på kristna gravar finns dock, förutom i Birka på 800-talet, även vid Sura gamla kyrka i nuvarande Västerås stift i Västmanland, där kristna gravar från 900- och 1000-talen påträffats, och vid Kumla kyrka i Västmanland, där de äldsta gravarna hör till 1000-talet. Uppland, och särskilt dess södra del är rikt på kristna runstenar från 1000-talet, och det finns flera exempel på kristna gravar från denna tid, alltför få för att göra någon bild av hur utbredd religionen varit. 
De vikingatida gravarna från Leksands kyrka visar att redan vid mitten av 1000-talet verkar kristendomen ha trängt upp till mellersta Dalarna[källa behövs].
Det har antagits att Sigtuna redan då den anlades i slutet av 900-talet blev ett centrum för de kristna Sveakungarna att vinna över en grupp lojala stormän till sin tro. Bosatta på stormansgårdar som Borresta och Granby i Vallentunatrakten låter kristna sig redan omkring år 1000. Jarlabankesläkten i Broby i samma trakt, verkar ha kristnats åtminstone före 1020.
De första stenkyrkorna i Uppland och Västmanland, liksom i övriga landskap i dåvarande Sverige, byggdes på 1100-talet. Det har antagits att dessa kyrkor föregåtts av träkyrkor, och flera rester av sådana har påträffats, men ytterst få har kunnat dateras närmare.
Botulf Botulfsson i Gottröra socken, förnekade att brödet och vinet var Kristi kropp och blod, och avrättades därför 1314 som enda kända person i Sverige som avrättats för kätteri.

### Öland med omnejd
På Öland (som på medeltiden omväxlande tillhörde svensk och dansk kung) lades grunden till den första stenkyrkan i Resmo i slutet av 1000-talet. Virke från en riven träkyrka återanvänt vid byggandet av Löts kyrka har dendrokronologiskt daterats till före 1070. Rester av en stavkyrka från 1000-talet återfunnet under Hulterstads kyrka, uppförd 1168 +- 5 år, och rester från virke till en träkyrka under Långlöts kyrka från 1120-talet, har C-14 daterats till senast år 1080. I Föra kyrka har återanvända delar från en träkyrka som återanvänds i den nuvarande stenkyrkan daterats till senast 1070. Flera av de övriga kyrkorna från tidigt 1100-talet är konstruerade så att det framgår att de föregåtts av träkyrkor, så kyrkobyggandet torde ha varit väl etablerat här på 1000-talet.

### Småland
År 1123, genomförde den norske kungen Sigurd Jorsalafarare ett korståg kallat Kalmare ledung längs med Smålandskusten, därför att invånarna enligt Snorre Sturlassons verk Heimskringla inte skulle ha hållit sig till sin kristna tro även om några var döpta, utan åter börjat dyrka sina forna gudar.

## Kristna kungar

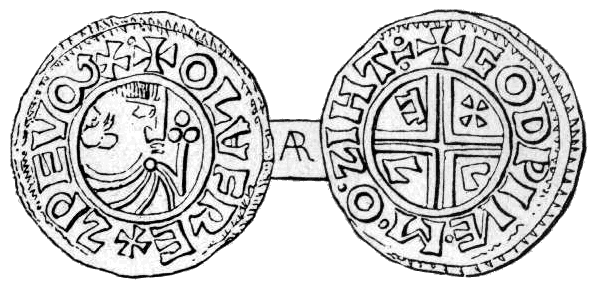
Mynt slaget för Olof Skötkonung.

Sveakungen Erik Segersäll (död 995) lät döpa sig under sin vistelse i Danmark, men återgick vid återkomsten till Sverige till hednisk tro. Hans son, kung Olof Skötkonung, hade sannolikt en kristen tro innan han började prägla mynt år 995 med tanke på myntens utformning, och förblev kristen till sin död. Enligt traditionen döptes han så sent som år 1008 vid Husaby källa i Västergötland av den brittiske missionären Sigfrid. Det bygger på en ifrågasatt tolkning av en samtida källa, men det är förenligt med att han kan ha haft en personlig tro, eller sympatiserat med den nya läran, långt tidigare.  
Det finns även fler legender om brittiska missionärer och biskopar av varierande trovärdighet, bland dem helige Eskil (enligt traditionen stenad till döds omkring 1080 av sveakungen Blot-Sven), David av Munktorp (död 1082) och Sankt Botvid (född i Södermanland, blev kristen under en resa till England, död omkring 1080). Frigivandet av slavar ansågs vara en Gud behaglig gärning enligt berättelsen om Botvid. 
Uppsala tempel (som nämns i många källor men inte har kunnat hittas vid arkeologiska undersökningar) tros ha bränts och rivits omkring år 1087 på order av kung Inge den äldre, som då enligt traditionen dräpte sin svåger kung Blot-Sven, avskaffade blotriten och påbjöd att alla svear skulle kristnas. Tingsbeslut togs i olika delar av landet om förbud mot hednisk kult, påbjudande av kristen sed, rätt och rit, samt påbud om kyrkbygge. Även om asatro övergavs av de härskande ätterna levde annan folktro kvar bland övriga befolkningen under många hundra år.

## Tidig organisering av kyrkan

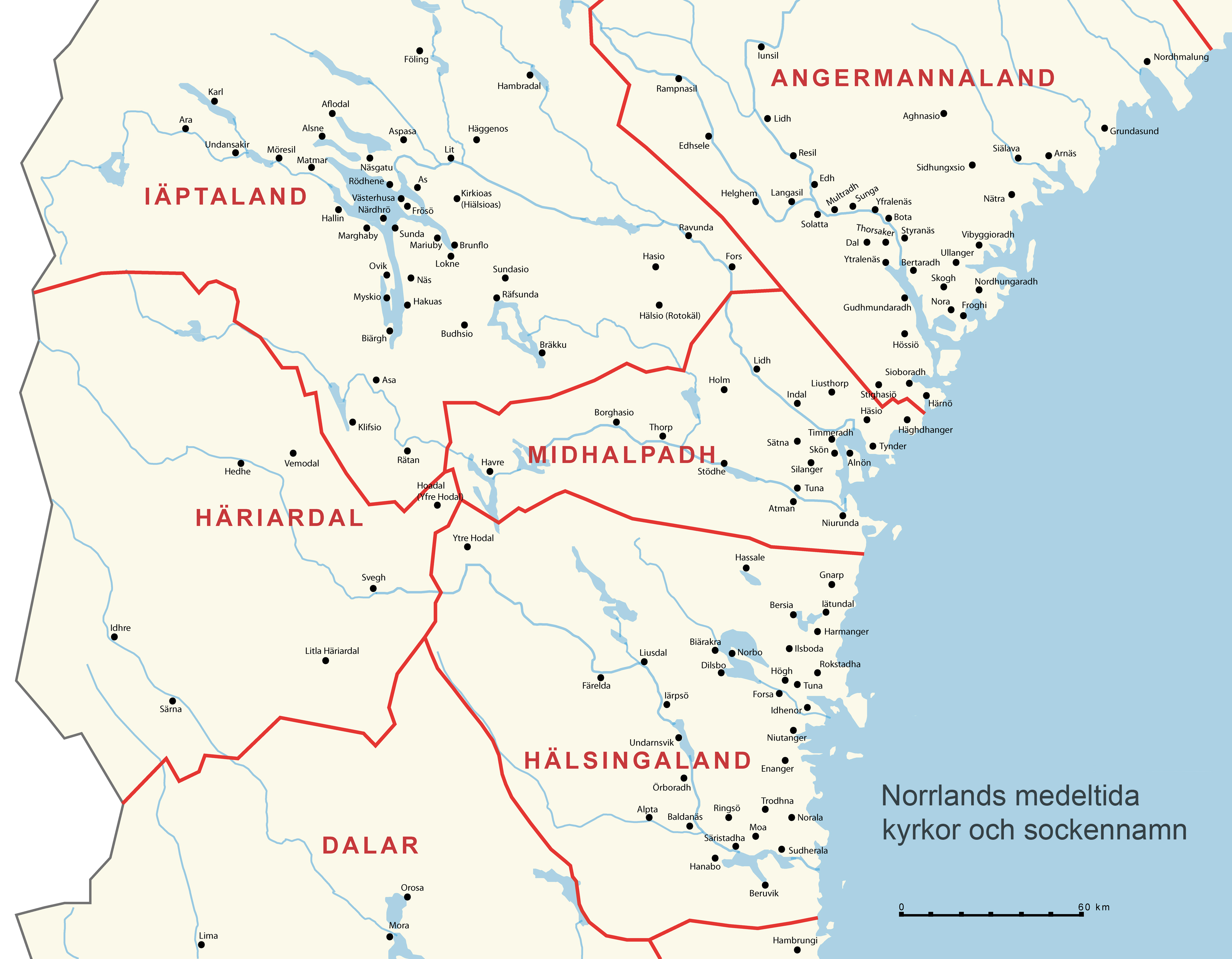
Tätheten hos kyrkor i Norra Sverige vid äldre medeltid (mellan 1150 och 1300).

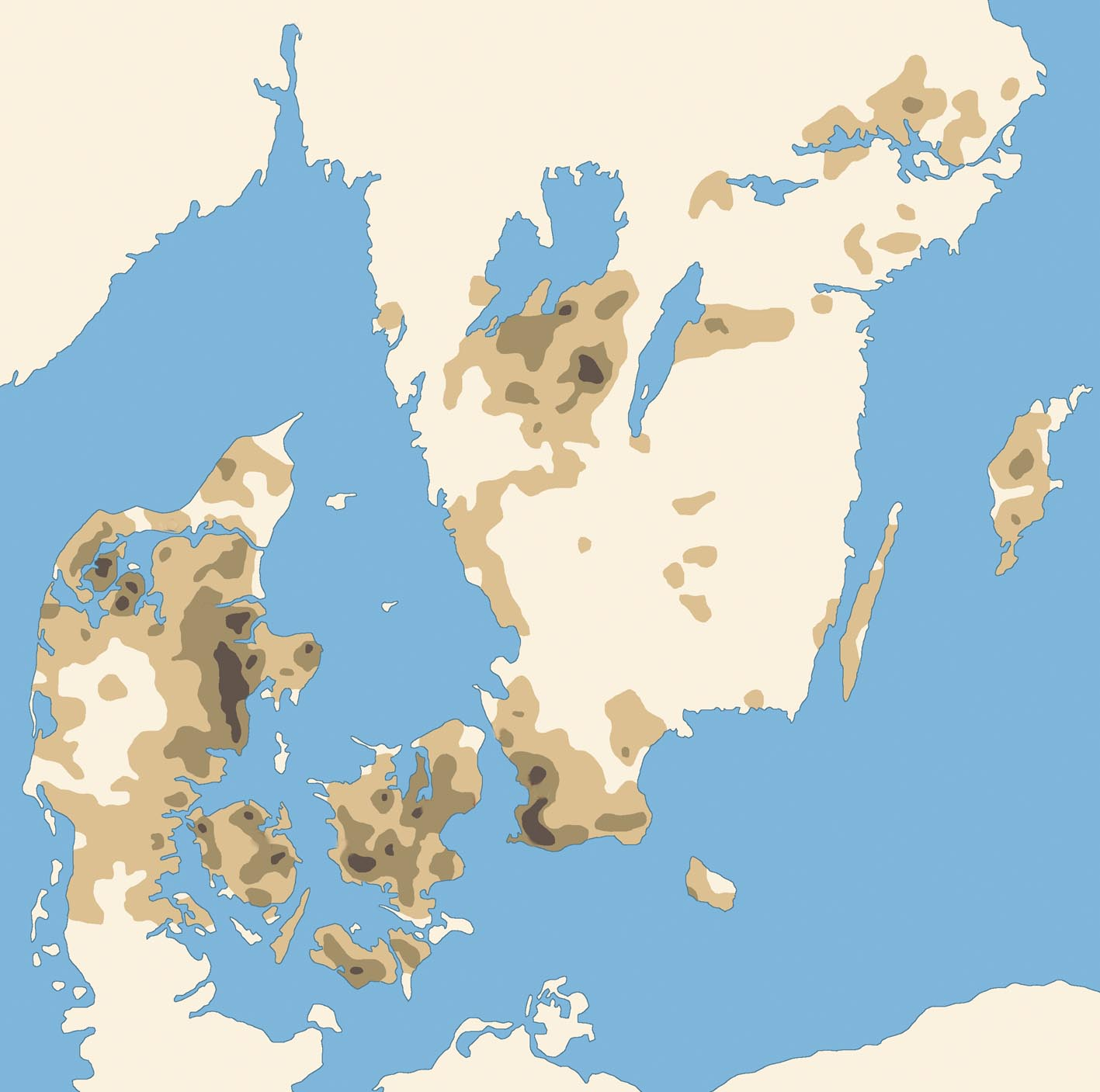
Tätheten hos kyrkor i södra Sverige och Danmark vid äldre medeltid (mellan 1000 och 1250). Analys: Sven Rosborn.

I det äldsta missionsskedet, under 900- och 1000-talen, byggde stormän i Skandinavien, exempelvis Skåne, Västergötland och sannolikt Ångermanland (Torsåker), kyrkor på sina gårdar. Mot slutet av 1000-talet och under 1100-talet utövades därefter en mer aktiv kyrklig ledning, vilket bland annat yttrade sig i upprättandet av stift. Som det äldsta stiftet i Sverige räknas Skara stift som fick sin förste biskop 1014 med biskop Thurgot, som formellt omfattade hela Götaland och mer såsom missionsstift. 
Sverige erkändes genom kung Inge den äldre av påve Gregorius VII år 1080, och i ett påvligt dokument från 1120 nämns en rad orter som biskopssäten: Skara, Linköping, Eskilstuna, Strängnäs, Sigtuna och Arosa (Västerås eller möjligen Östra Aros/Uppsala), med ansvar för stift med liknande struktur som de gamla lagsagorna. Stenkyrkor på flera av dessa orter har daterats till 1100-talet. Under denna period byggde skandinaviska kungar "maktkyrkor" på strategiskt viktiga kungsgårdar, och sannolikt kan det även ha skett i Östergötland, Hälsingland och på Gotland.
Trots att legenderna talar om flera brittiska missionärer kom Sveriges och Nordens kyrkor genom påvligt beslut 831 att ledas från Hamburg-Bremen.  
Norden blev 1104 självständigt med ärkebiskop i Lund. 1164 blev Sverige egen kyrkoprovins med ärkebiskop i Uppsala. Först därefter skedde en verklig sockenbildning, till stor del kopplad till byggande av sockenkyrkor med begravningsplatser som var gemensamma för flera byar (i motsats till de gårds- och bykyrkor som byggts på privat initiativ), samt till tiondeinstitutionens införande, som vid 1200-talets slut var helt reglerad i Sverige. Sockenbildningen i Götaland skedde genom att bönder knöts till ett redan befintligt bestånd av kyrkor. Ölands och Gotlands socknar tillkom troligen under 1100-talet, medan sockenbildningen i Östergötland och Västergötland tycks ha ägt rum under perioden 1150–1250. I Uppland kan sockenindelningen möjligen ha anpassat sig till den förkristna ledungsindelningen från 1000-talet i folkland, hundare (som tillkom på tidigt 1100-tal) och skeppslag. I Svealands centrala delar verkar sockenbildningen ha börjat under 1100-talet och slutförts under 1200-talet. I södra Norrland tillkom de första socknarna, förutom kring kungsgårdarna, utifrån geografiskt sammanhållna bygder, antagligen under perioden 1150–1300, och i norra Norrland efter 1300-talets kolonisering. 
I Sverige fick socknen och dess invånare en självständighet av ett slag som var okänd i den kanoniska rätten. I landskapslagarnas kyrkobalkar är prästen och sockenborna två parter med ömsesidiga rättigheter och skyldigheter. Se exempelvis Äldre västgötalagen. Redan på medeltiden fick socknen också funktioner som inte direkt hade med kyrkan att göra, bland annat på Gotland, där sockenmännen själva dömde i vissa mål. Detta utvecklades senare till formella sockenstämmor. 
Alvastra, Nydala och Varnhems kloster grundas av cistercienserna under 1100- och 1200-talen.
På Skänninge möte 1248 beslutades bland annat att präster skulle leva i celibat.

## Finland
Enligt legenden ska Sveakungar ha organiserat det första svenska korståget då den brittiska missionären Sankt Henrik redan vid slutet av 1150-talet ska ha kristnat kustlandskapet i dagens Finland. Idag betvivlar man att ett regelrätt korståg ägt rum så tidigt, då det saknas belägg för det i samtida källor. Däremot är det troligt att det vid denna tid genomfördes erövrings- och plundringståg från svenskt håll, vilka småningom ledde till att Egentliga Finland inlemmades i det svenska riket.
Det första belagda korståget norr om Finska viken, kallat det andra svenska korståget, sker efter att påven kallat 1237. Ibland tvångsdöptes redan kristna, för att vinna befolkningen från Republiken Novgorods grekiskortodoxa lära till den katolska läran, vilka varit separerade sedan den stora schismen 1054.
Det tredje svenska korståget anses ha genomförts 1293, och gick till Karelen.

## Den nya lärans betydelse
Omfattande samhällsförändringar sker i länder där en ny religion införs, så också i det nyligen kristnade Sverige vid äldre medeltid. Det är svårt att avgöra vad av förändringarna som beror på den nya läran som sådan, och vad som beror på ökat kulturellt utbyte med de länder där läran vuxit fram. 
Medeltida kristna källor kan ha överdrivit den forntida seden att offra människor, enligt sagalitteraturen även kungar, och det stora antalet hängda människor som ska ha synts i träden i Uppsala, men i den mån sådana blotriter fortfarande förekom så förbjöds de i samband med kristendomens införande. Kristendomen var en religion som kunde utövas av alla samhällsklasser och folkgrupper, av kvinnor såväl som män, medan asatron främst utövades av de härskande ätterna. 
Samtidigt skedde flera andra omvälvningar, men vilken koppling de har till kristnandet är oklart: Vikingarnas plundringsfärder och sjöröveri upphörde. Trälarna började successivt att friges, och träldom förbjöds slutligen av kung Magnus Eriksson på 1300-talet. 
Merparten av svenska runstenar restes under 1000-talet, sannolikt för att många ville visa att de hade lämnat den hedniska religionen bakom sig. Runstenarna var särskilt vanliga i Uppland, och bär ofta det kristna korset och ibland finns också kristna böner som "Gud hjälpe hans ande", "Gud hjälpe hennes själ väl nu" eller "Gud hjälpe hans ande och själ bättre än han förtjänade.
Ny kunskap och kultur förmedlades från kontinenten bland annat via klostren sedan 1100-talet och universiteten i Uppsala och Lund, som inrättades på 1400-talet, ursprungligen med syfte att utbilda präster. Kristnandet innebar att det latinska alfabetet successivt undanträngde  runskriften, och mer omfattande dokument författades, bland annat medeltidsbrev och landskapslagar som var mer detaljerade än tidigare rättskällor. Lagarna var indelade i balkar enligt en struktur inspirerad av gamla testamentets lagar, och fridslagarna utgjorde tidiga steg mot ett jämlikt och  rättvist rättssamhälle. Medeltida militär teknologi importerades.
Efter kristendomens införande blev landets administration mer välorganiserat, och delades in i stift (baserade på de gamla lagsagorna) och socknar. De hedniska kungarnas makt hade varit svag, och endast avsett ansvar för krigföring och templet i Uppsala. De hedniska och tidigmedeltida kungarna var valkungar. En av kyrkan vigd och av påven välsignad kung behövde i allmänhet inte väljas, och fick större befogenheter, bland annat ökat inflytande över lagstiftningen och möjlighet att beskatta befolkningen. Några nordiska kungar kom att dyrkas som helgon, främst den norska kungen Olof den helige, men även sveakungen Erik den helige som sedermera dyrkades som Stockholms skyddshelgon och hade en egen högtidsdag.
Tionde började införas, och var helt reglerad i Sverige vid 1200-talets slut. År 1152 höll ett sändebud från påven ett kyrkomöte i Linköping, där det beslutades att svenskarna liksom andra folk skulle betala en årlig skatt till påven, den så kallades peterspenningen.

## Motivering till missionen och kristnandet
Trots att kristnande förutsätter "hjärtats tro" och "munnens bekännelse" enligt kristendomens urkund, har kristendomen allt sedan frankerriket utvecklat en kultur att vinna själar, eller snarare utöka sitt territorium, genom våld och tvång, exempelvis korståg, och med tiden inkvisitionen. Missionen motiverades inte enbart av viljan att uppfylla Bibelns missionsbefallning, utan även av världsliga maktambitioner, för att underlätta handel, med mera. I exempelvis Baltikum skedde kristnandet genom erövring utifrån, men i Sverige skedde det genom en intern process, en själveuropeisering. Vad gäller Västergötland vet man inte vem som förde kristendomen till området, och om det började med folket eller härskarna, men i Svealand kom initiativet uppifrån. Flera kungar lät frivilligt döpa sig och sina familjer, sannolikt utan att ha folkets stöd.
Man vet inte vad som attraherade i den nya läran, och hur vanligt det var att svenskar lät döpa sig efter att personligen ha blivit troende och omvända, för att man åtrådde kontinentens mer avancerade kultur, som ett avståndstagande från asariter och folktro, för att uppnå makt och andra materiella fördelar, eller av tvång. Alla dessa motiv torde ha förekommit.